# Chorągiew husarska zaciężna Michała Woyny
Chorągiew husarska zaciężna Michała Woyny – zaciężna chorągiew husarska koronna I połowy XVII wieku, okresu wojen ze Szwedami i Rosją.
Rotmistrzem tej chorągwi był Michał Woyna. Chorągiew wzięła udział w wojnie polsko-szwedzkiej 1626–1629 w liczbie 150 koni.